# 허웨이둥
허웨이둥(중국어 간체자: 何卫东, 정체자: 何衛東, 병음: Hé Wèidōng, 한자음: 하위동, 1957년 5월 ~ )은 중국 장쑤성 옌청시 출신의 군인 겸 정치인이다. 중국 인민해방군 상장이다. 1972년 12월 입대했으며 1978년 11월 중국공산당에 입당했고 중앙당학교에서 대학을 졸업 후 상장 계급을 받았다. 2022년 10월부터 중국공산당 중앙정치국 위원이자 중공중앙군사위원회 부주석을 맡고 있다.